# Elisabeth Marie von Thurn und Taxis
Elisabeth Maria Maximiliana (Dresden, 28 mei 1860 — Ödenburg, 7 februari 1881) was een prinses van Thurn und Taxis. Zij was een dochter van prins Maximilian Anton Lamoral von Thurn und Taxis en diens echtgenote hertogin Helene in Beieren.
Ze trouwde met hertog Michaël van Bragança, zoon van de afgezette koning Michaël I van Portugal en prinses Adelheid van Löwenstein-Wertheim-Rosenberg, op 17 oktober 1877 in Regensburg. Elisabeth stierf op 20-jarige leeftijd in Ödenburg, in de nacht dat haar derde kind geboren werd.

## Kinderen
- Michael Maximiliaan, hertog van Viseu (1878–1923)
- Frans Jozef (1879–1919)
- Maria Theresa Carolina (1881–1945)